# Kōichi Saitō
Kōichi Saitō (斎藤 耕, Saitō Kōichi) (Tòquio 3 de febrer de 1929 - Hino, 28 de novembre de 2009) va ser un director de cinema i de fotografia, i guionista japonès.

## Carrera
Saitō va començar els estudis a la Universitat Rikkyo però va acabar graduant-se a la Col·legi de Fotografia de Tòquio (actualment Universitat Politècnica de Tòquio). Inicialment va treballar com a fotògraf de plató a Nikkatsu abans de llançar la seva pròpia companyia de producció, Saito Productions, i dirigir la seva primera pel·lícula, Tsubuyaki no Jō, "una pel·lícula independent de baix pressupost amb un gust visual que va obtenir comparacions amb Claude Lelouch i amb les pel·lícules de Richard Lester sobre The Beatles, inclosa A Hard Day's Night. Algunes de les seves primeres pel·lícules van ser de cinema juvenil amb música de Group sounds. A principis dels anys 70 va tenir protagonisme amb una sèrie de pel·lícules sobre joves que fugien o buscaven la seva identitat al camp. Va guanyar el premi al millor director als Premis de Cinema Mainichi de 1972. La pel·lícula Tsugaru jongarabushi va ser seleccionada com a la millor pel·lícula de 1973 a la crítica de Kinema Junpo. Saitō va continuar dirigint als anys setanta i també va fer alguns documentals. El 2000 va ser guardonat amb l'Orde del Sol Naixent (Classe 4a, Raigs d'Or amb Roseta).

## Filmografia
- 1967: Sasayaki no Jō (囁きのジョ)[6]
- 1968: Omoide no yubiwa (思い出の指輪)
- 1968: Niji no naka no remon (虹の中のレモン)
- 1968: Chiisana sunakku (小さなスナック)
- 1969: Ochiba to kuchizuke (落葉とくちづけ)
- 1969: Aisuru ashita (愛するあした)
- 1969: Umi wa furimukanai (海はふりむかない)
- 1970: Tōkyō－Pari: Seishun no jōken (青春の条件 東京－パリ)
- 1970: Hatoba onna no burūsu (波止場女のブルース)
- 1971: Naikai no wa (内海の輪)
- 1971: Memai (めまい)
- 1971: Tabiji Ofukurosan yori (旅路 おふくろさんより)
- 1970: Kigeki: Hanayome sensō (喜劇 花嫁戦争)
- 1972: Yakusoku (約束)
- 1972: Tabi no omosa (旅の重さ)
- 1973: Kigeki: Koko kara hajimaru monogatari (喜劇ここから始まる物語)
- 1973: Hana shinjū (花心中)
- 1973: Tsugaru jongarabushi (津軽じょんがら節)
- 1974: Mushuku (無宿)
- 1975: Saikai (再会)
- 1975: Takehisa Yumeji monogatari: Koisuru (竹久夢二物語 恋する)
- 1976: Tōga (凍河)
- 1977: Shōkei (憧憬)
- 1977: Kisetsufū (季節風)
- 1978: Nagisa no shiroi ie (渚の白い家)
- 1979: Shiawase o sekai no tomo ni (幸せを世界の友に)
- 1980: Kōfukugō shuppan (幸福号出帆)
- 1988: Aoi sanmyaku '88 (青い山脈 ’８８)
- 1990: Ningen no sabaku (人間の砂漠)
- 1993: Bōkyō (望郷)
- 1999: Wakkanai hatsu: Manabiza (稚内発 学び座)
- 2001: Oyabun wa Iesu-sama (親分はイエス様)
- 2004: Onigiri: Arcadia monogatari (おにぎり ＡＲＣＡＤＩＡ物語)